# Alan Ford e il gruppo TNT contro Superciuk
Alan Ford e il gruppo TNT contro Superciuk è un cortometraggio d'animazione diretto da Max Bunker che ha come protagonisti la banda del Gruppo TNT del fumetto Alan Ford. Una prima edizione, decisamente più ridotta nei tempi, fu trasmessa nel 1981 su Rai Due nell'ambito del programma Buonasera con... Supergulp!.
Ampliato fino a raggiungere l'attuale metraggio, non è mai stato trasmesso per intero in televisione e ha avuto diffusione solo tramite la VHS prodotta dalla Max Bunker Production (già produttrice del precedente film di Bunker: Delitti, amore e gelosia), quale parte della raccolta di DVD pubblicati da La Gazzetta dello Sport nel 2010 dedicati ai "Fumetti in TV" ed infine pubblicato in uno specifico DVD prodotto dalla 1000VolteMeglio Publishing nel 2013.
La parte grafica del cartone animato è stata curata da Paolo Piffarerio. La sigla, dal titolo Alan Ford e il gruppo T.N.T. è cantata da Francesco Zitelli.

## Doppiaggio
| Personaggio     | Doppiatore          |
| --------------- | ------------------- |
| Voce narrante   | Sergio Matteucci    |
| Numero Uno      | Sergio Matteucci    |
| Alan Ford       | Roberto Del Giudice |
| Clodoveo        | Roberto Del Giudice |
| Geremia Lettiga | Mario Milita        |
| Bob Rock        | Andrea Ward         |
| Superciuk       | Natalino Libralesso |
| Conte Oliver    | Natalino Libralesso |
| La Cariatide    | Natalino Libralesso |
| Mr. Smith       | Natalino Libralesso |